# Dedni Vrh
Dedni Vrh je naselje v Občini Krško.